# Homoporus crassiceps
Homoporus crassiceps är en stekelart som först beskrevs av Thomson 1878.  Homoporus crassiceps ingår i släktet Homoporus och familjen puppglanssteklar. Arten är reproducerande i Sverige. Inga underarter finns listade i Catalogue of Life.